# Immateriell
Immateriell, något som inte är av materia. En immateriell tillgång kan till exempel vara en uppfinning, en idé, ett varumärke. Också programvara till datorn är immateriell: man köper inte programvaran utan licenserar i stället rätten att använda den. 
Immateriella tillgångars rättsstatus regleras av immaterialrätten.